# Chrysocerca nigrivultuosa
Chrysocerca nigrivultuosa is een insect uit de familie van de gaasvliegen (Chrysopidae), die tot de orde netvleugeligen (Neuroptera) behoort. 
Chrysocerca nigrivultuosa is voor het eerst wetenschappelijk beschreven door Kimmins in 1956.